# Чикамоча
Чикамоча (ісп. Chicamocha) — річка в центральній Колумбії. Входить до складу басейну річки Магдалена.
Бере свій початок в муніципалітеті Тута (департамент Бояка), протікає через територію департаменту Сантандер та, з'єднуючись із річками Суарес і Фонсе, формує річку Согамосо.
Каньйон Чикамоча є національним парком та головним туристичним об'єктом Колумбії. Національний парк було обрано одним з природних чудес світу.

## Галерея

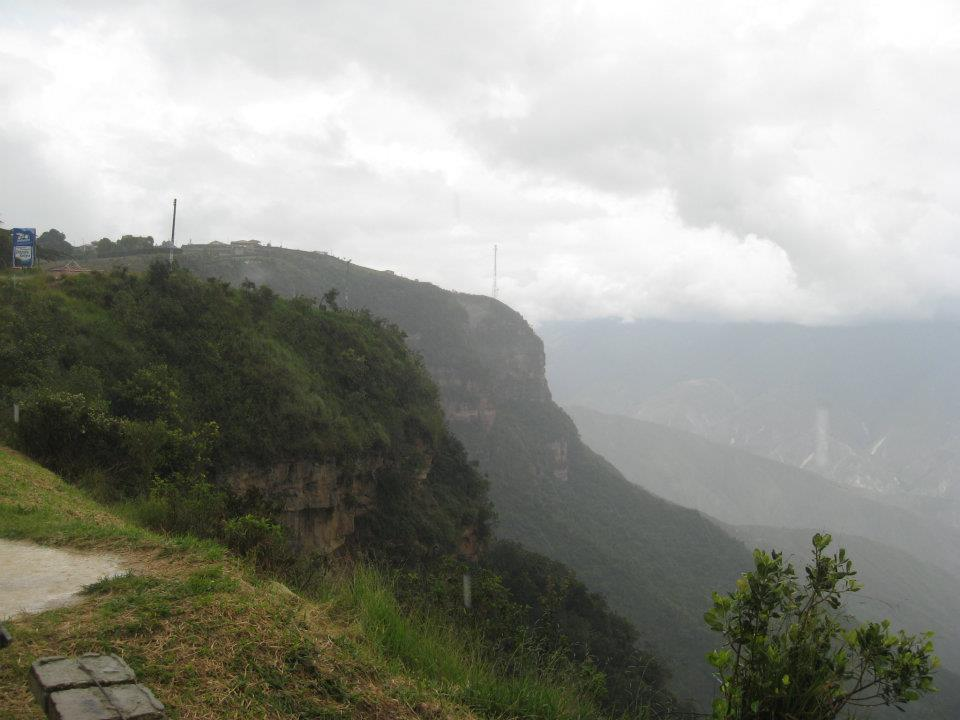
Вид на каньйон
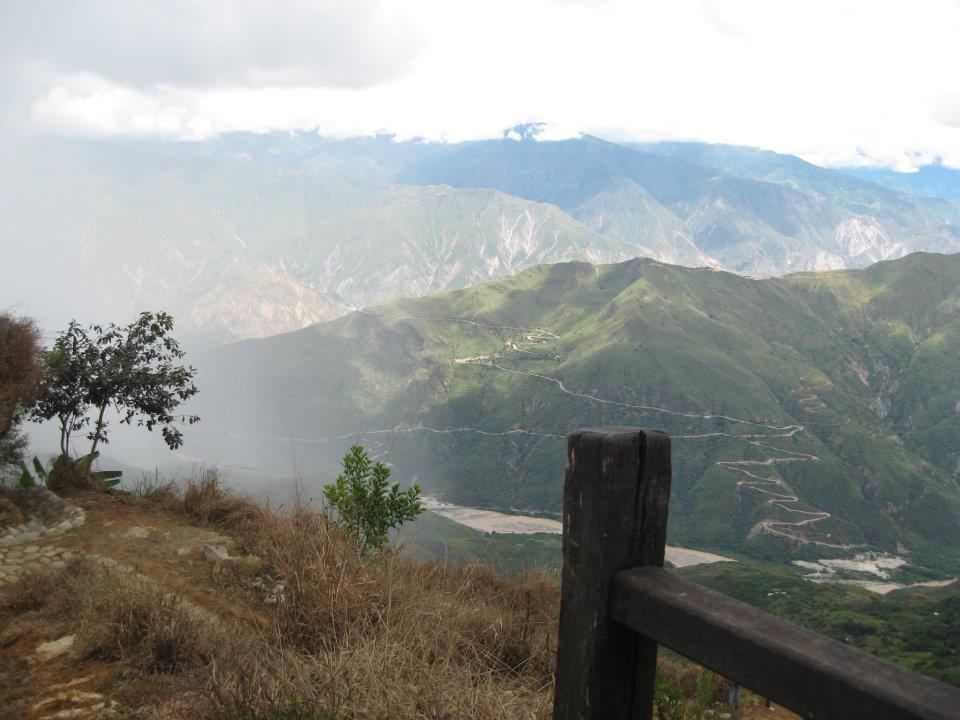
Вид на каньйон
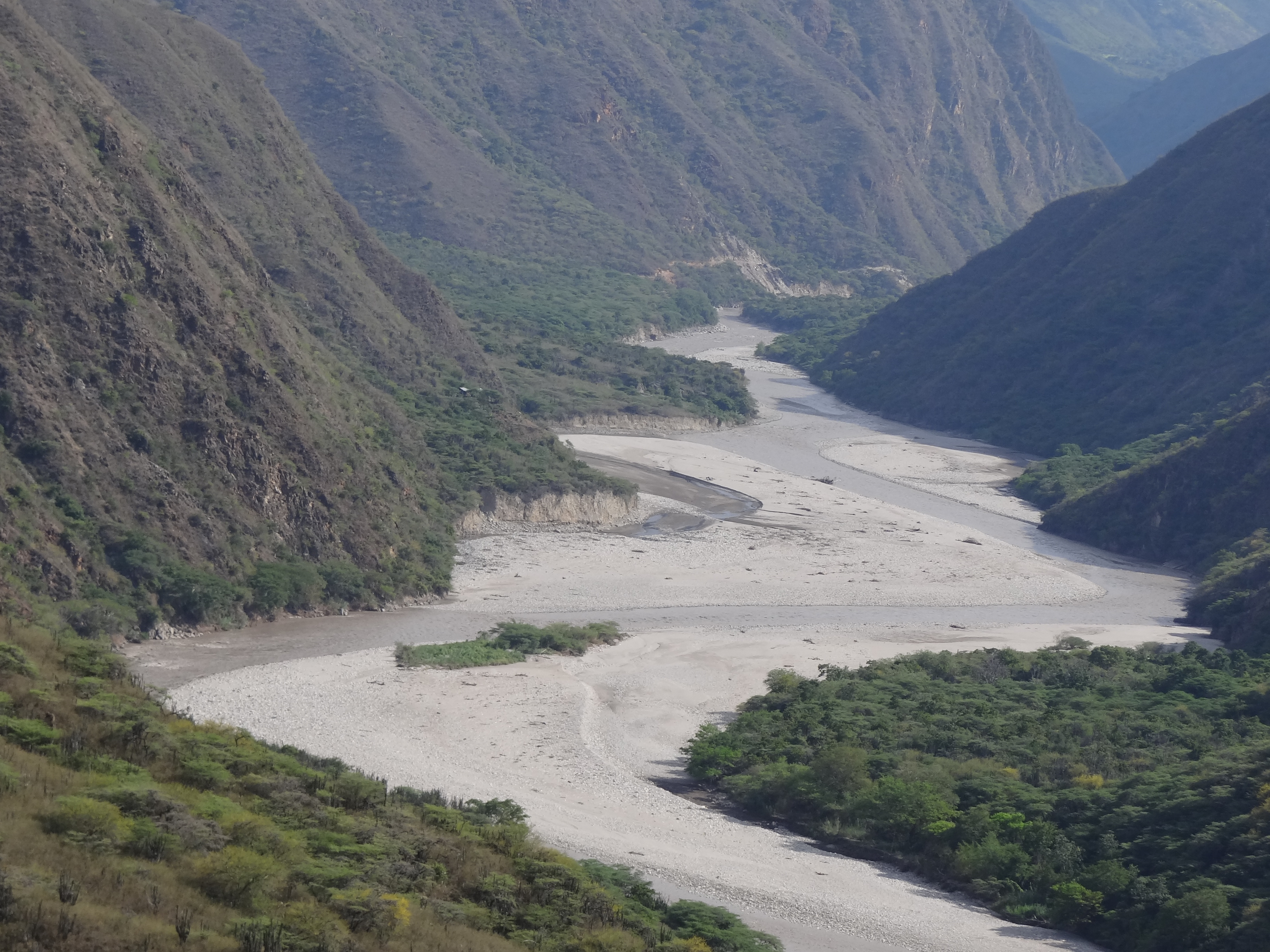
Річка Чикамоча